# 小椋久美子
小椋久美子（日语：／ Ogura Kumiko，1983年7月5日—）是日本女子羽毛球運動員，現已退役。三重縣三重郡川越町出生，大阪四天王寺高等学校畢業。

## 簡歷

### 羽毛球運動
小椋久美子8歲時（1991年）因姊姊的影響開始練習羽毛球。小學六年級，小椋在參加日本全國小學生羽毛球比賽時，首次遇上未來的雙打拍檔－潮田玲子；初中二年級時，她們又在日本青少年羽毛球比賽中相遇，兩次對賽小椋都落敗了，並對這名對手留下深刻印象。至高中時，在一次青年訓練營中被安排與潮田組合為雙打拍檔，二人一拍即合，戰勝了不少年齡比她們年長的選手。2002年高中畢業後，小椋邀請潮田一起加入三洋電機公司工作，並一起代表公司參加羽毛球比賽，以及接受中國籍教練丁其慶的訓練。
數年間，小椋和潮田迅速成為了日本國內頂尖的女雙選手，2004年首度贏得日本全國羽毛球比賽女雙冠軍，並因此得到雅典奧運的參賽資格；可惜小椋在奧運前夕不慎左腳小指骨折，因而錯過了比賽的機會。2005年，小椋復出後，二人參加了丹麥羽毛球公開賽，先後擊敗中國的張亞雯/張丹組合和英格蘭的盖尔·埃姆斯/唐娜·凯洛格組合，首度奪得頂級國際大賽冠軍。2006年小椋又夥同潮田出戰多哈亞運羽毛球比賽，在準決賽面對中國組合楊維/張潔雯，苦戰三局後落敗，僅得一面銅牌。
2007年8月，在吉隆坡舉行的世界羽毛球錦標賽中，小椋與潮田的組合被列為6號種子。她們在賽事中表現出色，並順利進入四強；僅在準決賽負於三屆世錦賽冠軍、中國的高崚/黃穗組合，贏得第三名，但這已是她們在世錦賽上的最佳戰績。
2008年，小椋終能如願代表日本參加北京舉行的奧運會羽毛球女子雙打比賽。小椋與潮田對摘取獎牌期望甚殷，但可惜在次圈已負於中國的選手杜靖/于洋，僅得第五名。在奧運會完結後，二人在年底最後一次合作，第7次奪得國內羽毛球比賽女雙冠軍，之後便宣佈正式拆夥。
在與潮田解散後，小椋一直受著胃炎、以及因長期征戰留下的腰傷和腳傷困擾；另外，她亦一直無法找到合適的搭檔，因而作出提前退役的決定。2010年1月12日，26歲的小椋在大阪大東市三洋電機大東體育中心召開記者會宣布掛拍，正式結束球員生涯；並在同年3月20日辭退三洋電機公司的職務。

### 其他活動
小椋久美子與潮田玲子組合女子双打時，在日本國內非常受歡迎。二人在2002年-2008年間組合時，因出众的实力及外貌而深受國民愛戴，更有「OGUSIO」的暱稱。曾推出DVD和寫真集，亦參與不少电视节目和广告，是日本体育界的知名偶像派。在她們贏得2007年世界羽毛球錦標賽女子双打的季軍後，更有漫畫商青睞，將她們爭取北京奥运会參賽資格的過程，改編為短篇纪实漫画，名為《DOUBLES～OGUSIO物语～》，由NON作畫，並在集英社出版的《月刊Young Jump》上刊载。

## 主要比賽成績
只列出曾進入準決賽的國際賽事成績：
| 年份   | 賽事                 | 公開賽級別 | 項目     | 拍檔     | 成績   |
| ------ | -------------------- | ---------- | -------- | -------- | ------ |
| 2003年 | 碧特博格羽毛球公開賽 |            | 女子雙打 | 潮田玲子 | 準決賽 |
| 2003年 | 苏格兰羽毛球国际赛   |            | 女子雙打 | 潮田玲子 | 冠軍   |
| 2005年 | 丹麦羽毛球公开赛     |            | 女子雙打 | 潮田玲子 | 冠軍   |
| 2005年 | 荷兰羽毛球公开赛     |            | 女子雙打 | 潮田玲子 | 準決賽 |
| 2005年 | 亞洲羽毛球錦標賽     | 其他       | 女子雙打 | 潮田玲子 | 亞軍   |
| 2005年 | 日本羽毛球公开赛     |            | 女子雙打 | 潮田玲子 | 準決賽 |
| 2006年 | 亞洲運動會羽毛球比賽 | 其他       | 女子團體 | －       | 銀牌   |
| 2006年 | 亞洲運動會羽毛球比賽 | 其他       | 女子雙打 | 潮田玲子 | 銅牌   |
| 2007年 | 馬來西亞羽毛球超級賽 | 超級賽     | 女子雙打 | 潮田玲子 | 準決賽 |
| 2007年 | 大阪羽毛球國際挑戰賽 | 國際挑戰賽 | 女子雙打 | 潮田玲子 | 亞軍   |
| 2007年 | 亞洲羽毛球錦標賽     | 其他       | 女子雙打 | 潮田玲子 | 季軍   |
| 2007年 | 世界羽毛球錦標賽     | 其他       | 女子雙打 | 潮田玲子 | 季軍   |
| 2008年 | 大阪羽毛球國際挑戰賽 | 國際挑戰賽 | 女子雙打 | 潮田玲子 | 冠軍   |

| 2007-2017年 | 首要超級賽 | 超級賽 | 黃金大獎賽 | 大獎賽 | 國際挑戰賽 | 國際系列賽 | 未來系列賽 | 其他 |

### 奧運會和世錦賽參賽紀錄
|          | 搭檔     | 2005 | 2006 | 2007 | 2008 |
| -------- | -------- | ---- | ---- | ---- | ---- |
| 女子雙打 | 潮田玲子 | 64強 | 8強  | 季軍 | 8強  |

## 主要對賽紀錄
小椋久美子與主要對手的對賽成績如下（只列出對賽五次或以上對手，截至2017年8月9日）：
女雙 - 潮田玲子
| 對手        | 對賽次數 | 對賽結果 | 對賽結果 | 總計 |
| 對手        | 對賽次數 | 勝       | 負       | 總計 |
| ----------- | -------- | -------- | -------- | ---- |
| 高崚 黃穗   | 7        | 0        | 7        | -7   |
| 于洋 杜婧   | 6        | 0        | 6        | -6   |
| 張潔雯 楊維 | 5        | 1        | 4        | -3   |
| 其他選手    | 120      | 84       | 43       | +41  |
| 總計        | 138      | 85       | 53       | +32  |